# Castlehill House
Castlehill House, ursprünglich Burnhead, ist ein Wohngebäude in der schottischen Stadt Dundee in der gleichnamigen Council Area. 1965 wurde das Bauwerk in die schottischen Denkmallisten in der höchsten Denkmalkategorie A aufgenommen.

## Geschichte
Bauherren von Burnhead waren der Unternehmer Thomas Wemyss und sein Bruder. Beide betrieben zusammen eine Garnspinnerei, die sich direkt südlich befand. Das Wohngebäude wurde in der zweiten Hälfte des 18. Jahrhunderts errichtet. Auf einem Ölgemälde aus dem Jahre 1780, welches ein Uferpanorama von Dundee zeigt, ist es vermutlich zu sehen. Auf einer Flurkarte aus dem Jahre 1822 ist das Gebäude als Mr Duncan’s House bezeichnet. Zwischen 1853 und 1876 lebte dort Bischof Alexander Forbes. Die Umbenennung zu Castlehill House fand 1861 statt. Forbes ließ im Erdgeschoss Klassenzimmer einrichten. 1993 wurde Castlehill House restauriert.

## Beschreibung
Castlehill House steht auf der Anhöhe Castle Rock, auf der sich im Mittelalter die Festung Dundee Castle befand. Es steht zwischen der St Paul’s Cathedral und der St Roque’s Hall, sodass seine Fassaden weitgehend verdeckt sind. Das dreistöckige Gebäude ist georgianisch ausgestaltet. Sein Mauerwerk besteht aus Bruchstein mit Natursteineinfassungen. An der nordexponierten Hauptfassade tritt ein in den 1850er Jahren ergänzter Bauteil mit dem pilastrierten Eingangsportal heraus. Ein venezianisches Fenster wird durch einen neueren Flügel der St Roque’s Hall verdeckt. An der rückwärtigen Fassade tritt eine gerundete Auslucht heraus. Das Dach mit seinen beiden Dachgauben ist mit Schiefer eingedeckt.